# Проклятие плачущей
«Проклятие плачущей» (англ. The Curse of La Llorona; дословно — «Проклятие Ла Йороны») — американский фильм ужасов режиссёра Майкла Чавеса в его режиссёрском дебюте. Премьера фильма состоялось на кинофестивале SXSW 15 марта 2019 года. В США фильм вышел 19 апреля 2019 года. В России фильм вышел 18 апреля 2019 года.

## Сюжет
Когда Анна Гарсия (Линда Карделлини), социальный работник и вдова, воспитывающая двух своих детей в Лос-Анджелесе в 1973 году, была вызвана для проверки одного из случаев гибели детей, она встречает призрак плачущей женщины. По мере того как она копает глубже, она находит поразительное сходство между случаем и ужасающими сверхъестественными явлениями, преследующими её семью. Заручившись помощью местного целителя, она обнаруживает, что Ла Йорона не остановится ни перед чем, чтобы забрать её детей. Ла Йорона, также известная как плачущая женщина, женский призрак, которая при жизни утопила своих детей в порыве ярости и вызывает несчастье для тех, кто услышит её плач. Когда она ищет своих детей, она берет других потерянных детей, делая их своими. Анна обращается к священнику, чтобы бороться со злым существом.

## Связь со вселенной «Заклятия»
Святой отец Перес вспоминает, что уже имел дело с нечистью, после чего демонстрируется краткий отрывок с его участием из фильма «Проклятие Аннабель», в котором он держит в руках куклу Аннабель. Но не смотря на это, фильм не является частью франшизы. Хронологически события картины происходят в 1973 году, то есть через три года после событий фильма «Проклятие Аннабель». Актёр Тони Амендола сыграл отца Переса в обеих кинолентах.

## В ролях
| Актёр              | Роль              |
| ------------------ | ----------------- |
| Линда Карделлини   | Анна Тейт-Гарсия  |
| Рэймонд Крус       | Рафаэль Ольвера   |
| Патрисия Веласкес  | Патрисия Альварес |
| Джейни-Линн Кинчен | Саманта Гарсия    |
| Роман Христу       | Крис Гарсия       |
| Марисоль Рамирес   | Ла Йорона         |
| Шон Патрик Томас   | детектив Купер    |
| Тони Амендола      | отец Перес        |
| ДеЛаРоса Ривера    | Давид Гарсия      |
| Мадлен МакГроу     | Эйприл            |
| Оливер Александр   | Карлос            |
| Ирен Кэн           | Донна             |

## Критика
Фильм получил низкие оценки кинокритиков. На сайте Rotten Tomatoes у него 29 % положительных рецензий на основе 177 отзывов. На Metacriticе — 41 балл из 100 на основе 28 рецензий.